# Ester de Carvalho
Ester de Carvalho (Montemor-o-Velho, Portugal, 20 d'agost de 1858 - Rio de Janeiro, 15 de gener de 1884) fou una cantant (tiple) d'opereta portuguesa.
Des de la seva primera joventut es dedicà al teatre, aconseguint grans èxits en el repertori de Offenbach, Lecocq, Audran i altres autors del seu temps, passant després a Rio de Janeiro, on va contraure una tisis, efecte de la vida desordenada que portà en aquell país, segons afirmacions dels seus biògrafs.